# Cémentation (verrerie)
Pour l’article homonyme, voir Cémentation.
Dans le domaine de la verrerie, la cémentation est un mode de coloration permise par la pénétration de sels métalliques dans la masse du verre lors sa cuisson ou fusion : par exemple la cémentation au « jaune d'argent » du vitrail.
Les céments sont les matières qui, à haute température, favorisent un échange d'ions entre le verre et certains sels métalliques (sels d'argent) : par exemple l'ocre ou l'argile calcinée.